# Gare de Rakovica
Pour les articles homonymes, voir Rakovica.
La gare de Rakovica (en serbe cyrillique : Железничка станица Раковица ; en serbe latin : Železnička stanica Rakovica) est une gare située à Belgrade, la capitale de la Serbie, dans la municipalité urbaine de Rakovica.

## Service des voyageurs

### Desserte
Rakovica est une des stations du réseau express régional Beovoz. On peut y emprunter cinq des six lignes circulant sur le réseau, soit les lignes 2 (Ripanj - Resnik - Rakovica - Pančevo - Vojlovica), 3 (Stara Pazova - Batajnica - Beograd Centar - Rakovic - Resnik - Ripanj), 4 (Zemun - Beograd Centar - Rakovica - Valjevo), 5 (Nova Pazova - Batajnica - Beograd Centar - Rakovica - Resnik - Mladenovac) et 6 (Stara Pazova - Batajnica - Beograd Centar - Rakovica - Mala Krsna).

### Intermodalité
La gare est située rue Patrijarha Dimitrija et est desservie par les lignes de bus 42 (Slavija – Banjica – Petlovo brdo) et 504 (Miljakovac III – Gare de Resnik) de la société GSP Beograd. On peut également y emprunter la ligne 3 (Tašmajdan - Kneževac) du tramway de Belgrade.